# أصليهان كانديمير
أصليهان كانديمير (بالتركية: Aslıhan Kandemir)‏ (ولدت في 19 مايو عام 1972 في مدينة إسطنبول بتركيا) ممثلة مسرحية تركية.
عقب تخرج أصليهان كانديمير من قسم المسرح بجامعة بلكنت في عام 1995 ، حصلت على درجة الماجستير في القسم نفسه. وفي عامي 1993 – 1994 مثلت أصليهان كانديمير في مسرحية بعنوان «عازف الكمان في الذروة» وذلك في دار الأوبرة للدولة بأنقرة وفي موسيقى الباليه وهو من إخراج المخرج جونيت جوكتشير. وفي عام 1994 قامت أصليهان كانديمير بالتدريب في مسرح هنتنجتون في مدينة بوسطن ثم في عام 1995 شغلت أصليهان كانديمير منصباً كممثلة في شركة روكسبري أوتريتش لتجارب شكسبير. وفي عام 1995 تلقت أصليهان كانديمير محاضرات في الدراما في معهد ماساتشوستس للتكنولوجيا. ومثلت أصليهان كانديمير في مسرحيات بعنوان «الحياة الخاصة» وهي من إخراج سينان بكينتون ومسرحية «ورقة الزفاف» للمخرج مصطفى أوغورلو في مسرح الدولة بإسطنبول. وفي عام 1997 انضمت أصليهان كانديمير لمسرح المدينة بإسطنبول. وخلال أعوام 1994 – 1995 مثلت أصليهان كانديمير في مسلسل تلفزيوني بعنوان «هوانم فيرهوندا». وعلاوة على ذلك أذاعت أصليهان كانديمير بعض البرامج التلفزيونية.

## المسرحياتالتي مثلتها
•	لا ينبغي أن يموت روزنبرج: إثيل روزنبرج – مسرح المدينة بإسطنبول – عام 2012
•	مقابلات المطبخ: فالا زورسدوتير – مسرح المدينة بإسطنبول – عام 2011
•	مارات – سات: بيتر فايس – مسرح المدينة بإسطنبول – عام 2010
•	مفستو: كلاوس مان \ آريان منوشكينا – مسرح المدينة بإسطنبول – عام 2009
•	يوم الإثنين الأحمر (مسرحية): غابرييل غارسيا ماركيز – مسرح المدينة بإسطنبول – عام 2008
•	الأحذية المغبرة: عصمت كونتاي – مسرح المدينة بإسطنبول – عام 2007
•	قصر للإيجار: يعقوب قدري كارا عثمان أوغلو – مسرح المدينة بإسطنبول – عام 2004
•	روح العصر: رشاد نوري جونتكين – مسرح المدينة بإسطنبول – عام 2003
•	المدية: يوربيدس – مسرح المدينة بإسطنبول – عام 2003
•	ريتشارد الثالث: وليم شكسبير – مسرح المدينة بإسطنبول – عام 2002
•	خلق الإنسان: نجيب فاضل – مسرح المدينة بإسطنبول – عام 2002
•	سويك في الحرب العالمية الثانية: بتولت بريخت – مسرح المدينة بإسطنبول – عام 2001
•	عطيل: وليم شكسبير – مسرح المدينة بإسطنبول – عام 2001
•	يبدأ سيرك الأحلام: عمران إنجة أوغلو – مسرح المدينة بإسطنبول – 2001
•	صوبا على الأحلام: سفيم أك – مسرح المدينة بإسطنبول – عام 2000
•	ساريبينار 1914 : تورجوت أوزاكمان – مسرح المدينة بإسطنبول – عام 2000
•	مانكورت: جنكيز أيتماتوف – مسرح المدينة بإسطنبول – عام 2000
•	الكابوس الآكل: مايكل إندي – مسرح المدينة بإسطنبول – عام 1999
•	مرض العشق: شئ غالب – مسرح المدينة بإسطنبول – عام 1999
•	حريم السلطان (مسرحية): أورهان أثينا – مسرح المدينة بإسطنبول – عام 1998
•	النساء في طراودة: جان بول سارتر – مسرح المدينة بإسطنبول – عام 1997
•	ورقة الزفاف: إفريم كيشون – مسرح المدينة بأنقرة – عام 1996
•	الحياة الخاصة: نويل كوارد – مسرح الدولة بأنقرة – عام 1995
•	عازف الكمان في الذروة: جوزيف ستاين: دار الأوبرة وباليه الدولة بأنقرة – عام 1993

## وصلات خارجية
- https://web.archive.org/web/20140530095053/http://www.ibb.gov.tr/sites/sehirtiyatrolari/Pages/perdeler1.html